# جمال فولكنير
جمال فولكنير (3 يوليو 1971 بنيويورك في الولايات المتحدة - ) (بالإنجليزية: Jamal Faulkner)‏ هو لاعب كرة سلة أمريكي في مركز مدافع مسدد الهدف. لعب مع Alabama Crimson Tide ‏.

## وصلات خارجية
- جمال فولكنير على موقع كلية كرة السلة في سبورتس رفرنس.كوم (الإنجليزية)
- جمال فولكنير على موقع بروبوليرز (الإنجليزية)